# Batocerini
Batocerini – plemię chrząszczy z rodziny kózkowatych i z podrodziny zgrzypikowych.

## Zasięg występowania
Przedstawiciele tego plemienia występują w Afryce, Azji Wschodniej i Południowo-Wschodniej, Indiach, Australii oraz Oceanii. Jeden gatunek introdukowano na Karaibach i w Ameryce Południowej.

## Systematyka

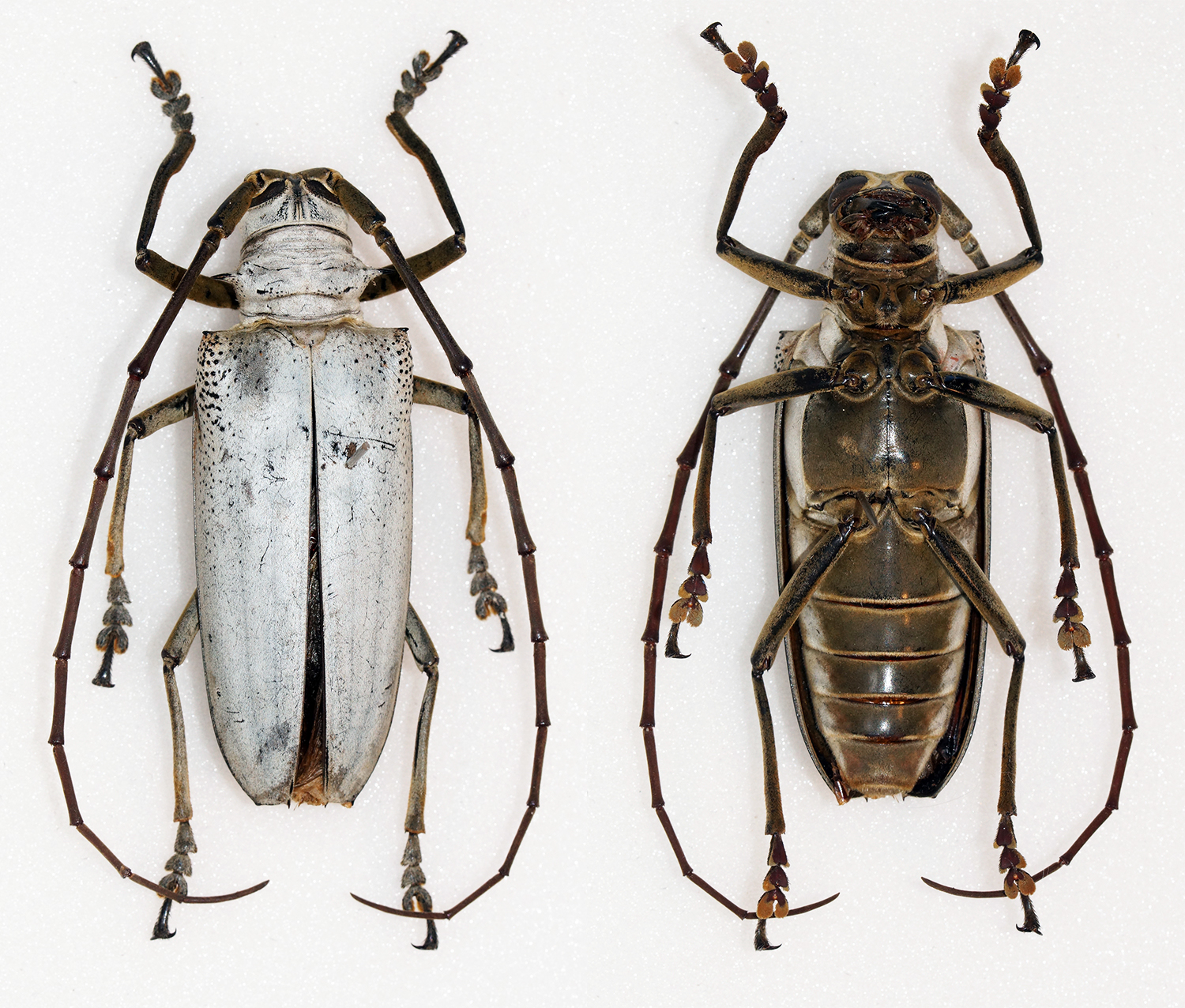
Rosenbergia lactiflua

Do Batocerini zalicza się 143 gatunki zgrupowane w 9 rodzajach:
- Abatocera
- Apriona
- Aprionella
- Batocera
- Doesburgia
- Microcriodes
- Mimapriona
- Mimobatocera
- Rosenbergia